# 4721 Atahualpa
4721 Atahualpa је астероид главног астероидног појаса чија средња удаљеност од Сунца износи 2,253 астрономских јединица (АЈ).
Апсолутна магнитуда астероида је 13,7.